# Giovanni Piperno
Giovanni Piperno (Roma, 28 gennaio 1964) è un regista e fotografo italiano.

## Biografia
Dopo aver studiato fotografia all'Istituto europeo di design e con Leonard Freed (agenzia Magnum), ha collaborato come assistente operatore con Terry Gilliam, Martin Scorsese, Nanni Moretti, Giuseppe Rotunno, Dante Spinotti, Giuseppe Lanci, John Seale, Janusz Kaminski, Roger Deakins.
Ha diretto numerosi documentari, tra i quali Un tè sul set (co-diretto con Laura Muscardin) al Festival di Venezia del 1995, Intervista a mia madre in onda in prima serata su RAI 3, Il film di Mario trasmesso anche da ARTE (entrambi assieme ad Agostino Ferrente) e L’esplosione vincitore del Torino Film Festival 2003 e candidato ai David di Donatello 2004 come miglior film documentario.
CIMAP! centoitalianimattiapechino, ha partecipato al Festival del Film di Locarno 2008 e ha vinto il premio Libero Bizzarri 2009. Il suo film su la famiglia Agnelli, Il pezzo mancante, ha vinto al Torino Film Festival 2010 il premio Cinema Doc, il premio miglior regia Cinema Doc ed è uscito in sala nel 2011.
Le cose belle, codiretto con Agostino Ferrente, dopo la partecipazione, in forma non definitiva, al Festival di Venezia 2012, ha vinto venticinque premi tra nazionali ed internazionali, ed è uscito nelle sale italiane nell’estate del 2014 rimanendo in programmazione per oltre quattro mesi.
Giovanni Piperno ha vinto il premio Biografilm school per la miglior retrospettiva al Biografilm Festival 2014. Con il film collettivo 9x10 novanta, prodotto dall'Istituto Luce per i suoi novanta anni di vita, ha partecipato alle Giornate degli Autori al festival di Venezia 2014. Nello stesso anno ha collaborato con Antonietta De Lillo al film documentario Let’s go fuori concorso al Festival di Torino 2014.
Alla Festa del Cinema di Roma 2015 ha presentato Se avessi le parole e Quasi Eroi, due cortometraggi realizzati con i ragazzi del Tor Sapienza Film Lab. Quasi Eroi ha vinto il Nastro d’Argento come miglior corto del 2016. Dal 2017 è presidente del Perugia Social Film Festival (Perso).

## Filmografia

### Cinema
- Un tè sul set (1994) coregia con Laura Muscardin
- Il mio nome è Nico Cirasola (1998)
- Intervista a mia madre (1999) coregia con Agostino Ferrente
- Il film di Mario (2000) coregia con Agostino Ferrente
- L’esplosione (2003)
- This is my sister (2006)
- CIMAP! centoitalianimattiapechino (2008)
- Il pezzo mancante (2010)
- Le cose belle (2013) coregia con Agostino Ferrente
- 9x10 novanta (2014) film collettivo
- Se solo avessi le parole (2015)
- Quasi eroi (2015)
- Obbligo o verità (2017)
- Ogni Santo 23 (2019)
- 16 millimetri alla rivoluzione (2023)

### Televisione
- Mediamente, Ugo e Vanilla (1998) 6 piccoli film didattici da 5' Rai 1 e Rai 3
- Geo & Geo, Animale Uomo (1998) dieci documentari brevi da 5' Rai 3
- Mediamente, Ugo e Carmine, cose di questo mondo (1999) 14 film didattici da 3' Rai 3
- I ragazzi del ‘99 (1999) Rai 3
- Gente di notte (2003/2004) Rai 2 e Rai 3
- Stargate (2004) La 7
- Prima della prima (1999/2007) back-stage su la realizzazione di opere e concerti, Rai 3
- L'erba del vicino (2012) La 7
- Sfide (2013/2014) Rai 3
- Emozioni (2014) Rai 2
- La classe (2015) SAT 2000
- Chiedi a papà (2016) Rai 3
- Tutti salvi per amore (2016) Rai 3
- Kings of crime (2017) Discovery

## Radio
- Hollywood Party (2011/2016) Rai Radio 3
- Tre soldi (2013/2014) Rai Radio 3